# Herman Ekelund
Nils Karl Herman Ekelund, född 1 augusti 1856 i Kulltorps socken, död 22 september 1945 i Bromma, var en svensk företagsledare.
Herman Ekelund var son till kronolänsmannen Carl Johan Ekelund. Efter mogenhetsexamen i Jönköping 1877 blev han underlöjtnant vid Jönköpings regemente 1878 men tog avsked 1883. Därefter ägnade sig Ekelund åt industriell verksamhet och var disponent för Sahlströmska Fabrikens AB i Jönköping 1882–1927. 
År 1888 började han att experimentera med torvförädling, och tog patent på en metod att framställa komprimerat kol av bränntorv. Han gjorde sig känd för att propagera för användning av torv. Han patenterade en process för att tillverka torvpulver och bildade bolaget AB Torv i Jönköping för att exploatera idén. Han fick efter anbud kontrakt för att för Statens Järnvägar uppföra en torvpulverfabrik på Hästhagens mosse i närheten av Vislanda. Den ingick i ett långfristigt försöksprojekt för att ersätta stenkol med torvpulver för alla ånglok på bansträckan Nässjö–Falköping.
Under tiden i Jönköping var Ekelund landstingsman, vice ordförande i Jönköpings stadsfullmäktige samt ordförande i styrelsen för Jönköpings tekniska yrkesskola och i brandstyrelsen. Han författade ett flertal skrifter med socialpolitiskt, försvarspolitiskt, tekniskt och skönlitterärt innehåll. 
Herman Ekelund är begravd på Matteus begravningsplats i Norrköping.